# Of Human Bondage (1946)
Of Human Bondage is een Amerikaanse dramafilm in zwart-wit uit 1946 onder regie van Edmund Goulding. De film is gebaseerd op de roman Gekluisterde levens uit 1915 van W. Somerset Maugham en werd destijds niet in Nederland uitgebracht.

## Verhaal
Philip Carey is een student in Londen van arme komaf die op kosten van zijn welvarende oom geneeskunde studeert. Hij is geïntrigeerd door Mildred Rogers, een serveerster in een restaurant vlakbij campus. Hoewel ze geen hoge pet op heeft van hem, accepteert ze een date. Philip maakt gebruik van zijn laatste reserves om haar mee uit te nemen naar het theater, maar ze zegt op het laatste moment af. Tot zijn schrik ontdekt hij dat ze het ja-woord heeft gegeven aan een andere reguliere klant.
Niet veel later krijgt Philip een relatie met Norah Nesbitt, een schrijfster die hij ooit in Frankrijk heeft ontmoet. Ze houdt veel van Philip, maar merkt dat hij niet verliefd is op haar. Mildred is inmiddels zwanger en in de steek gelaten door haar echtgenoot. Ze vindt toevlucht bij Philip, die aanbiedt om met haar te trouwen en haar kind te adopteren. Mildred gaat er echter vandoor met Harry Griffiths, een goede vriend van Philip. Philip raakt bevriend met Athelny, een van zijn patiënten en spreekt regelmatig af met zijn oudste dochter Sally. 
Op een dag treft Philip een dakloze Mildred aan op straat en biedt haar een slaapplek aan. Mildred merkt dat Philip inmiddels geen romantische interesse meer in haar heeft en raakt steeds meer gefrustreerd hierdoor. Wanneer hij een romantische avance afwijst, jaagt Mildred hem het huis uit en sloopt zijn woning. Philip krijgt even later een longontsteking en wordt opgenomen in het ziekenhuis. Hier komt hij tot de ontdekking dat Mildred een patiënte is en binnenkort zal overlijden. Daarop keert hij met een gerust hart terug naar Sally, wetende dat Mildred zijn leven niet meer zal verwoesten.

## Rolverdeling
| Acteur           | Personage       |
| ---------------- | --------------- |
| Paul Henreid     | Philip Carey    |
| Eleanor Parker   | Mildred Rogers  |
| Edmund Gwenn     | Athelny         |
| Janis Paige      | Sally Athelny   |
| Patric Knowles   | Harry Griffiths |
| Isobel Elsom     | Mrs. Athelny    |
| Alexis Smith     | Norah Nesbitt   |
| Henry Stephenson | Dr. Tyrell      |
| Una O'Connor     | Mrs. Foreman    |
| Matthew Boulton  | Mr. Forman      |
| Doris Lloyd      | Huisbaas        |

## Productie
Dit is niet de enige verfilming van de roman van W. Somerset Maugham: een versie uit 1934 werd eerder uitgebracht en een versie uit 1964 volgde. Bette Davis was de sterspeler in de versie uit 1934 en de film betekende voor haar een doorbraak als serieuze actrice. Studiohoofd Jack Warner besloot daarom nog een verfilming te maken, in de hoop dat een nieuwe generatie acteurs zich konden bewijzen als serieuze acteurs. Ida Lupino was zijn keuze voor de rol van Mildred, maar Lupino wilde geen Britse rollen meer spelen, waarop de rol werd gegeven aan relatieve nieuwkomer Eleanor Parker. Regisseur Edmund Goulding was niet overtuigd van Parkers en eiste drie screentests met haar voordat hij haar de rol gaf. Parker leerde haar Britse accent van actrice Doris Lloyd, die een kleine rol heeft in de film.
De draaiperiode was van juli tot en met oktober 1944. Aanvankelijk werd de sterfscène van Mildred opgenomen, maar het testpubliek klaagde dat de scène te duister was, waarop deze werd verwijderd.

## Ontvangst
Hoewel de versie uit 1934 werd onthaald als een klassieker, kreeg deze versie matige kritieken van de Amerikaanse pers. Volgens filmhistorici was dit te wijten aan de regie van Edmund Goulding, die langdurige takes draaide die ten koste gingen van de kwaliteit van de film. De film was in 1944 al voltooid, maar werd vanwege negatieve kritieken van het testpubliek pas jaren later uitgebracht.